# Hypopachus
Hypopachus – rodzaj płazów bezogonowych z podrodziny Gastrophryninae w rodzinie wąskopyskowatych (Microhylidae).

## Zasięg występowania
Rodzaj obejmuje gatunki występujące od południowego Teksasu (Stany Zjednoczone) i południowej Sonory (Meksyk) do Kostaryki.

## Systematyka

### Etymologia
Hypopachus: gr. ὑπο hupo „pod, poniżej”; παχυς pakhus „gruby, tęgi”.

### Podział systematyczny
Do rodzaju należą następujące gatunki:
- Hypopachus barberi Schmidt, 1939
- Hypopachus guancasco Firneno, Itgen, Jacobs, Mcdaniels, Luque-Montes, Wilson & Townsend, 2021
- Hypopachus pictiventris (Cope, 1886)
- Hypopachus ustus (Cope, 1866)
- Hypopachus variolosus (Cope, 1866) – żaba owcza[6]